# Porto d'armi
Con porto d'armi (più formalmente licenza di porto d'armi) s'intende un'autorizzazione concessa ai cittadini da parte delle autorità competenti di uno Stato, al fine di consentire l'acquisto, la detenzione e il porto di armi, nel rispetto dei requisiti previsti dalla legge.

## Caratteristiche generali
La normativa in tema varia in ogni Stato del mondo; i requisiti per il rilascio comprendono particolari caratteristiche del soggetto (ad esempio assenza di condanne penali) e/o particolari circostanze, come ad esempio in caso di autodifesa. Esso è necessario se non si vuole incorrere nella sanzioni previste dalla legge, come ad esempio nella fattispecie del reato di porto abusivo di armi o possesso illegale di armi, sanzionata da in modo diverso nel mondo.

## Nel mondo

### Austria
La legge austriaca sulle armi del 1996 (waffengesetz) prevede una suddivisione delle armi da fuoco in 4 categorie, ognuna con dei requisiti necessari per ottenerne il porto (waffenpass):
- Categoria A - Armi da fuoco proibite;
- Categoria B - Armi da fuoco soggette ad autorizzazione;
- Categoria C - Armi da fuoco soggette a dichiarazione;
- Categoria D - Altre armi da fuoco.

### Francia
La disciplina è contenuta nel Codice della difesa, emanato nel 2004. La normativa classifica le armi in quattro categorie: A, B, C, e D (la prima divisa in due sottocategorie A1 e A2) ognuna con  proprie licenze e limitazioni, in particolare per l'acquisto di munizioni per quelle della categoria A i requisiti sono maggiormente stringenti. 

### Germania
Secondo la normativa sulle armi in Germania, vigente dall8 marzo 1976, si distingue tra licenza di detenzione e licenza di porto, la prima - detta Waffenbesitzkarte - è necessaria per ogni singola arma che si possiede, la seconda - detta Waffenschein, svingolata dal requisito della proprietà.
I requisiti sono stati modificati nel corso del tempo, in particolare dopo il 2009 dopo i fatti relativi al massacro di Winnenden, attualmente  è necessario:
- avere raggiunto la maggiore età (fissata al compimento di diciotto anni);
- dimostrare di essere una persona mentalmente sana, non dipendente da droghe e di non avere precedenti penali legati alla violenza (ai minori di 25 anni viene fatta una vera e propria valutazione psichiatrica);
- dimostrare di avere competenza nel maneggiare l’arma;
- dimostrare di avere bisogno dell'arma.

### Italia
Dal punto di vista formale, secondo la legislazione italiana sulle armi, si distingue tra "licenza di detenzione di armi" e "licenza di porto di armi": una quindi relativa alla detenzione e una al porto, quest'ultima necessaria per il porto o trasporto delle armi al di fuori della propria abitazione. La prima include anche l'autorizzazione necessaria (nulla osta) per poter procedere all'acquisto di tutte le comuni armi da sparo. La normativa principale riguardante legislazione italiana sulle armi è costituita dal TULPS e dalla legge 18 aprile 1975, n. 110.
Per ottenere una delle licenze è necessario non essersi dichiarati obiettori di coscienza al servizio militare di leva in Italia, tuttavia la legge 2 agosto 2007 n. 130 ha introdotto la possibilità per gli obiettori ammessi al servizio civile, una volta decorsi almeno 5 anni dalla data del congedo, di rinunciare al proprio status presentando una dichiarazione irrevocabile all'ufficio per il Servizio Civile Nazionale. Coloro che non abbiano prestato servizio militare di leva in Italia devono essere in possesso di un certificato di idoneità al maneggio delle armi rilasciato dall'Unione Italiana Tiro a Segno, previa frequentazione di un corso presso una delle sezioni del predetto ente.
Le autorizzazioni al porto sono rilasciate dalla questura per quanto riguarda le armi lunghe, mentre quelle per le armi corte  e per difesa personale la competenza è della prefettura, in ogni caso si tratta di due licenze diverse. I documenti richiesti, per ottenere le autorizzazioni di detenzione e porto, sono gli stessi ma il nulla osta di acquisto permette il solo acquisto degli oggetti richiesti e viene trattenuto dall'armiere all'atto dell'acquisto stesso. La durata dell'autorizzazione varia a seconda della tipologia: ad esempio, per uso sportivo e caccia ha validità di 5 anni, è rinnovabile e permette l'acquisto di armi e munizioni per tutto il tempo della sua validità.
Armi, munizioni e polveri da sparo si possono acquistare unicamente se si è in possesso di una licenza di acquisto (nulla osta) o un porto d'armi. Si possono acquistare (nel tempo) armi e munizioni in quantità desiderata per soddisfare le proprie esigenze, in numero limitato armi e munizioni (ovvero n. 3 armi comuni da sparo, n. 12 armi sportive, infiniti fucili da caccia; munizioni e polvere fino a un massimo di 5 kg di polvere complessiva) - che devono sempre e comunque essere dichiarate alle autorità competenti - nonché tipi di polveri che in caso di controllo disposto dalle autorità (da effettuarsi a loro discrezione), deve rispettare alcuni limiti di legge.
L'art. 20 della legge 18 aprile 1975, n. 110 impone il dovere di custodia delle armi seguendo il criterio della "diligenza", nell'ottica della tutela della sicurezza pubblica. Vi sono poi specifiche disposizioni per gli appartenenti alle forze di polizia italiane, come ad esempio il porto senza licenza per difesa personale nei casi previsti nel caso dall’art. 73 del R.D. 6 maggio 1940 n. 635.

### Spagna
La normativa principale spagnola è costituita dal Real Decreto 137/1993 ed Real Decreto 726/2020. È necessario superare un test psicoattitudinale per ottenere certificato medico di idoneità all'uso delle armi nonché sostenere una prova teorico/pratica di conoscenza di uso delle armi. 
Le licenze ottenibili sono cinque, ogna delle quali ha dei requisiti specifici, esse sono:
- Licenza di tipo B: concessa per la detenzione e l'uso di armi lunghe a canna rigata per la caccia grossa e il tiro sportivo. È necessaria per coloro che desiderano praticare attività di caccia o di tiro sportivo con questo tipo di armi.

- Licenza di tipo C: utilizzata per la detenzione e l'uso di armi lunghe a canna rigata per la caccia alla piccola selvaggina e il tiro sportivo. Questa licenza consente la detenzione di armi destinate alla caccia di animali considerati di taglia minore.

- Licenza di tipo D: destinata al possesso e all'uso di pistole semiautomatiche o a ripetizione per la difesa personale o il tiro sportivo.

- Licenza di tipo E: rilasciata alle persone che hanno bisogno di portare armi da fuoco per motivi professionali, come i membri delle forze di sicurezza, le guardie di sicurezza autorizzate o il personale delle società di sicurezza privata che effettuano attività di scorta portavalori. Questa licenza è necessaria per l'uso di armi da fuoco nell'esercizio delle loro funzioni.

- Licenza di tipo F: specifica per la detenzione e l'uso di armi da fuoco storiche o da collezione. È richiesta a chi desidera detenere armi di valore storico o da collezione, purché non siano adatte al tiro.

### Stati Uniti d'America
Il II emendamento della Costituzione degli Stati Uniti d'America prevede il diritto per ogni cittadino di possedere un'arma, mentre la vendita e la produzione e il porto di armi da fuoco sono regolate da una serie di leggi federali, tra le quali il National Firearms Act del 1934, il Federal Firearms Act del 1938 e il Gun Control Act del 1968 (quest'ultima che abolì la legge del 1938) e il Firearms Owners Protection Act del 1986. A queste si aggiungono le eventuali disposizioni in ogni stato federato degli Stati Uniti d'America. In ogni caso, la disciplina del porto può essere diversa in ogni Stato ad esempio in molti di essi è possibile circolare con un'arma nascosta (il cosiddetto concealed carry). 
Il Gun Control Act prevede alcune limitazioni in casi particolari, e l'obbligo del possesso di licenza (la Federal Firearm Licence) e il pagamento di imposte; per alcuni tipi di armi (ad esempio fucili d'assalto) sussiste il divieto d'acquisto di pezzi importati, e comunque se non fabbricati secondo i criteri previsti dalla legge del 1968.
Il 5 gennaio 2016 il Presidente Barack Obama annunciò lo stanziamento di 500 milioni di dollari per i controlli sulla salute mentale degli acquirenti, verifiche obbligatorie preventive su precedenti penali e condizione psico-fisica di chi intende acquistare armi e dei venditori, e l'estensione di tali verifiche anche agli acquisti online e ai commercianti sul web.
Il 24 giugno 2022 la Corte Suprema ha bocciato le restrizioni al porto d'armi dello stato di New York che dal 1911 richiedevano l'acquisto di una licenza per sola autodifesa.